# Alkovna

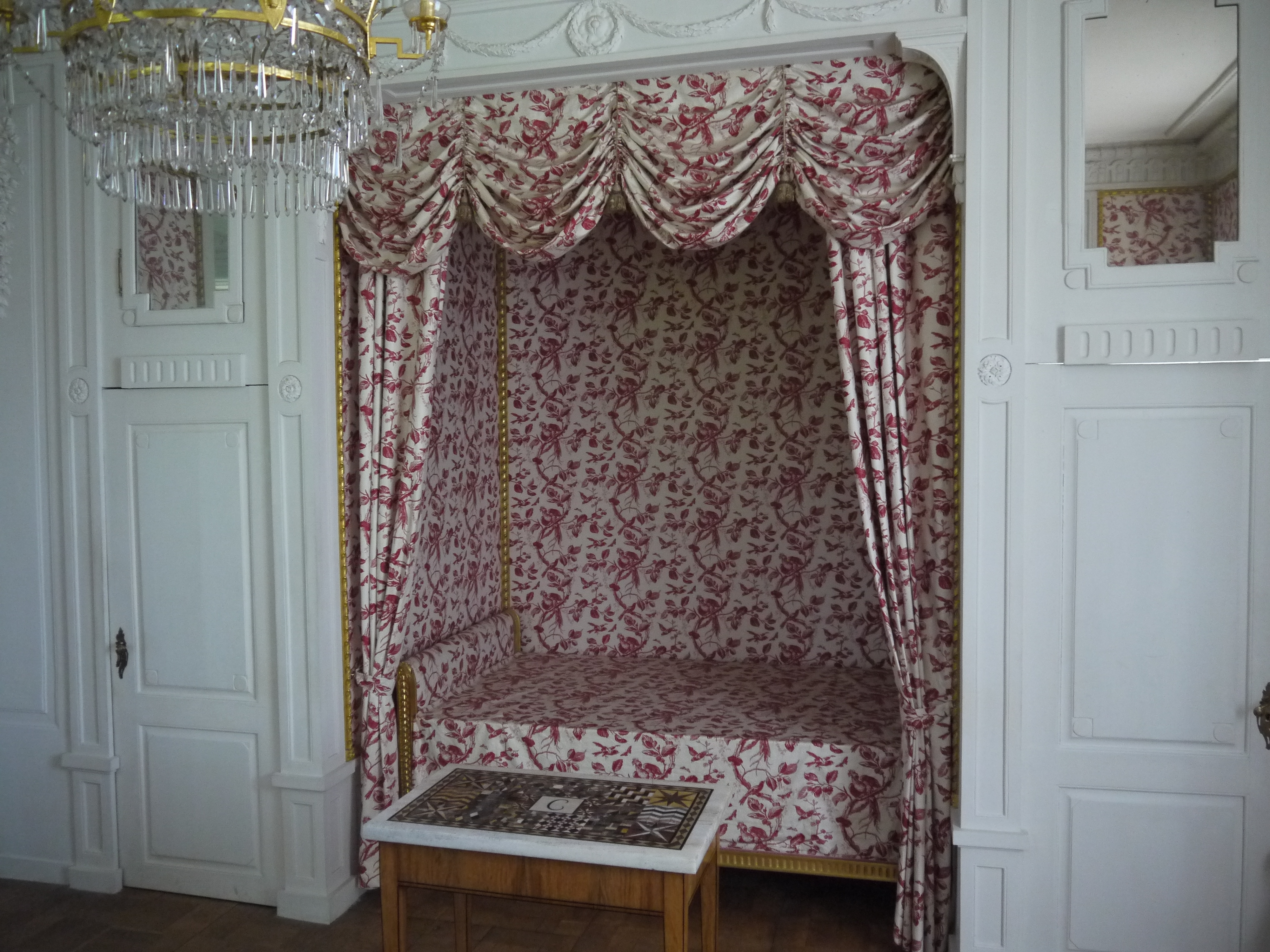
Alkovna (zámek Schönbusch u Aschaffenburgu)

Alkovna je označení pro výklenek, přístěnek místnosti nebo postranní místnost bez oken používané v architektuře.

## Původ slova a užití
Slovo pochází ze španělského alcoba, které je odvozeno z arabského al-qubba, což znamená kopule. Někdy použito i pro prostory s denním osvětlením. Přeneseně se tento termín rovněž používá pro označení úložné části obytného či užitkového vozidla nad kabinou řidiče.

### Alkovna v obytných automobilech
Dále se lze s pojmem alkovna setkat u obytných automobilů. Obytná auta s nástavbou dělíme na alkovny, polointegrované a integrované.
Alkovny jsou prostory pro spaní s převislou střechou přes kabinu řidiče. Je to markantní prostor navíc, ale současně zvedá výšku a zároveň těžiště. Pro mnoho lidí je trauma nocovat v alkovně obytného automobilu, pro její výšku. Další nevýhodou je vydýchaný nebo přetopený vzduch.